# Половинкино (Луганская область)
Половинкино (укр. Половинкине) — село, относится к Старобельскому району Луганской области Украины.
Население по переписи 2001 года составляло 2913 человек. Почтовый индекс — 92760. Телефонный код — 6461. Занимает площадь 5,546 км². Код КОАТУУ — 4425184501.

## Историческая справка

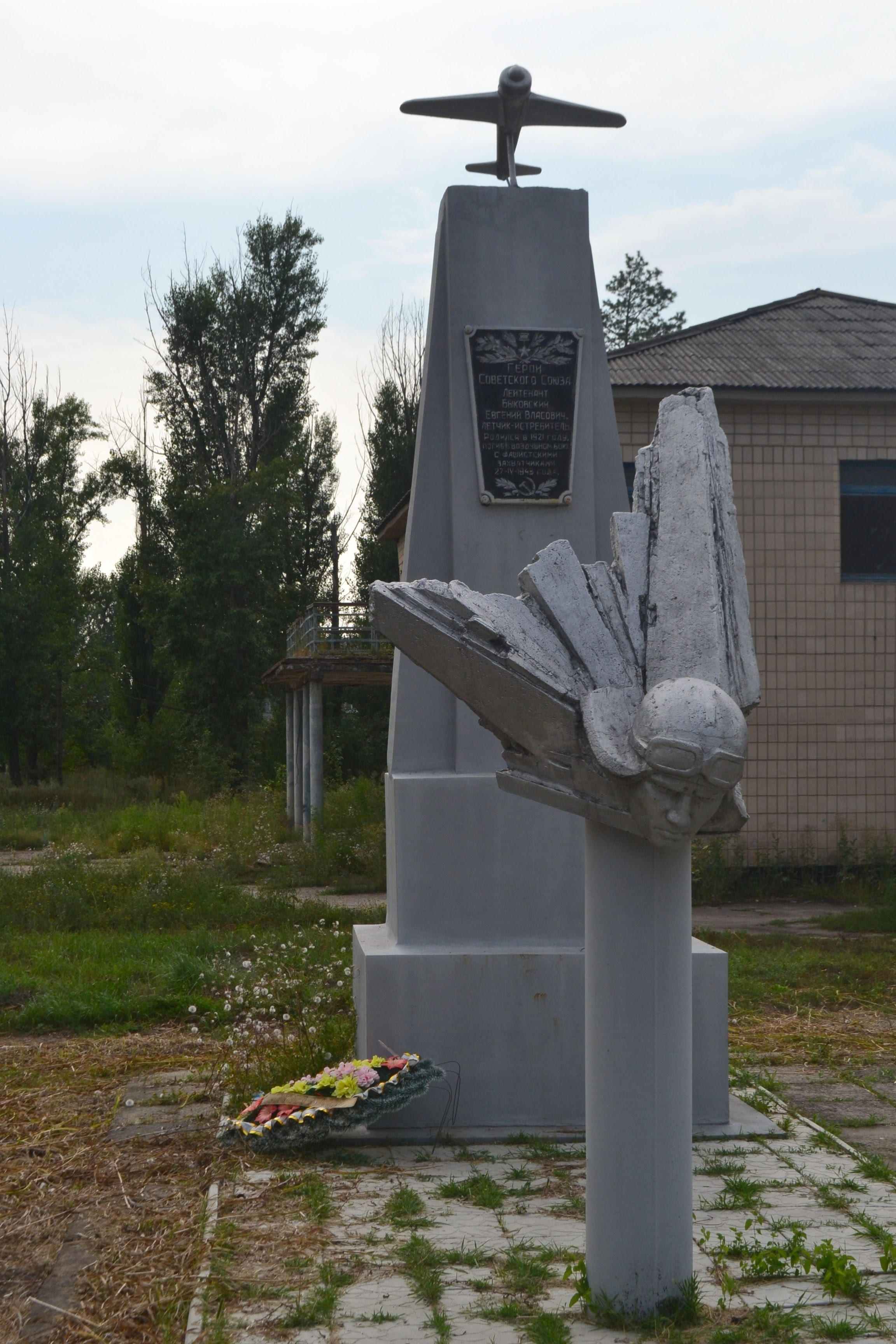
Памятник Герою Советского Союза Евгению Быковскому

Половинкино — село, центр сельского Совета, расположено на реке Айдар, в 6 км от районного центра и железнодорожной станции Старобельск. Дворов — 772, населения — 2467 человек. Сельсовету подчинены села Байдовка, Бутово и Песчаное.
В селе находилась центральная усадьба колхоза имени Мичурина, за которым было закреплено 4,7 тыс. га земельных угодий, в том числе 3,9 тыс. га пахотной земли. Хозяйство специализировалось на производстве мясо-молочной продукции, овощей, выращивало подсолнечник и зерновые культуры. На территории Половинкина в 1972 году закончено строительство межколхозно-совхозного комбикормового завода производительностью 50 тонн различных комбикормов в смену.
За самоотверженный труд 32 колхозника награждены орденами и медалями СССР, в том числе ордена Ленина удостоены доярка Л. М. Григоренко, звеньевая С. А. Сергиенко, председатель колхоза Т. И. Якуба; орденом Октябрьской Революции награждены звеньевая А. Ф. Макаренко, животновод А. С. Коряк, тракторист И. П. Половинко, телятница А. И. Шейко.
Здесь есть средняя школа, дом культуры с залом на 450 мест, библиотека (12 тыс. экземпляров книг). По решению Совета министров УССР Половинкино застраивалось как экспериментально-показательное село. К услугам жителей — амбулатория, комбинат бытового обслуживания, торговый центр, ресторан, гостиница, сад-ясли, отделение связи, сберегательная касса, 6 магазинов. Общая жилая площадь составляла 6 тыс. м².
Село Половинкино основано в XVII веке беглыми крепостными с Правобережной Украины. Советская власть установлена в январе 1918 года. Житель села Т. Д. Янголь был делегатом IV Всероссийского съезда Советов от Старобельского уезда.
В рядах Советской армии боролись против фашистов 472 жителя, 208 — погибли на фронтах войны, 403 — награждены орденами и медалями СССР. В честь погибших воинов-односельчан в центре села сооружён памятник. В ознаменование 25-летия Победы советского народа в Великой Отечественной войне в центре села поставлен памятник Герою Советского Союза Евгению Быковскому, павшему смертью храбрых в воздушном бою во время защиты села. Уроженцем села Песчаного является генерал-лейтенант Иван Безуглый, участник Великой Отечественной войны.

## Местный совет
92760, Луганська обл., Старобільський р-н, с. Половинкине, вул. Миру, 20  (укр.)